# شما، زنده‌ها
شما، زنده‌ها (سوئدی: Du levande) فیلمی در ژانر درام و کمدی به کارگردانی روی آندرشون است که در سال ۲۰۰۷ منتشر شد.